# Chajka Klinger
Chajka Klinger (ur. 25 września 1917 w Będzinie, zm. 18 kwietnia 1958 w Izraelu) – polsko-żydowska działaczka ruchu oporu w czasie II wojny światowej, jedna z czołowych postaci Żydowskiej Organizacji Bojowej w getcie będzińskim, autorka dzienników opisujących historię żydowskiego podziemia i nazistowskie deportacje.

## Życiorys
Chajka Klinger urodziła się 25 września 1917 roku w Będzinie, w ubogiej chasydzkiej rodzinie. Uczyła się w dwujęzycznym gimnazjum, biegle posługiwała się językiem polskim, hebrajskim i niemieckim. Po wstąpieniu w latach 30. do Ha-Szomer Ha-Cair, szybko zaczęła obejmować stanowiska kierownicze w strukturach organizacji. W 1938 roku uczestniczyła w kaliskich szkoleniach przygotowujących do życia emigracyjnego.
Po nieudanej próbie ucieczki z Polski po wybuchu II wojny światowej Klinger powróciła do Będzina, gdzie zajęła się reaktywacją ruchu młodzieżowego, na początku 1940 roku współprowadząc lokalny oddział Ha-Szomer Ha-Cair i udzielając się także na szczeblu rejonu Zagłębia. Dwa lata później współzakładała będziński oddział Żydowskiej Organizacji Bojowej, forsując ideę samoobrony. Inspiracją do samoorganizacji była wcześniejsza wizyta Mordechaja Anielewicza, którego gościła Klinger, znająca osobiście także inne ważne postaci warszawskich struktur Ha-Szomer Ha-Cair. Klinger należała do przywódców lokalnej samoobrony. Została wybrana przez swoich towarzyszy, by próbowała za wszelką cenę przeżyć, by później opowiedzieć losy mieszkańców getta. Schwytana 1 sierpnia 1943 roku, została poddana ciężkim torturom przez Gestapo, których ślady nosiła do końca życia. By uniknąć deportacji do Auschwitz, zbiegła z obozu przejściowego i ukrywała się u Piotra i Karoliny Kobylców i rodziny Banasików. W tym okresie spisała swoje przeżycia w dzienniku. Po czterech miesiącach u Kobylców, Klinger przedostała się przez słowacką granicę, po czym na zebraniu słowackich struktur Ha-Szomer Ha-Cair dała świadectwo Zagłady i opowiedziała o powstaniu w getcie warszawskim. To samo świadectwo dała później w kręgach konspiracyjnych na Węgrzech, zachęcając do zbrojnego oporu.
W marcu 1944 roku Klinger dotarła do Palestyny. W jej drogę zaangażowanych było wiele konspiracyjnych środków ze względu na to, iż była pierwszą osobą z polskiego kierownictwa Ha-Szomer Ha-Cair, która ocalała, oraz posiadała dzienniki zawierające szczegóły sytuacji podziemia w Polsce. Na miejscu zdała obszerne relacje dotyczące samoobrony żydowskiej i deportacji, które wstrząsnęły opinią. Osiadła w kibucu Ha-Ogen, gdzie podejmowała się różnych prac. Początkowo pracowała także nad redakcją swoich dzienników, z czasem porzucając jednak to zajęcie. Wersja, nad którą pracowała w 1944 roku, zawiera chronologiczną historię Ha-Szomer Ha-Cair i Żydowskiej Organizacji Bojowej oraz szerszy kontekst wydarzeń, niż w spisanym naprędce pierwszym dzienniku. W szczególności jej opis działań ŻOB był wyjątkowy na tle innych świadectw wojennych. Fragmenty jej tekstów pojawiały się na łamach licznych czasopismach i zbiorach, choć Klinger nie odpowiadała znaczna ingerencja w tekst, jakiej dopuszczali się redaktorzy.
18 kwietnia 1958 Chajka Klinger popełniła samobójstwo.
Po raz pierwszy całe dzienniki Klinger opublikowano w Izraelu rok po śmierci Klinger, jednak w znacznie ocenzurowanej formie. W 2011 roku ukazało się po hebrajsku opracowanie wykorzystujące całość notatek Klinger; jego polskie tłumaczenie ukazało się pod tytułem Skazana na życie. Dzienniki i życie Chajki Klinger. 